# صومعه دل (ورزقان)
صومادل